# Radioåret 1964

## Händelser

### Mars
- 28 mars - Radio Caroline – En piratradiostation som sänder på ett skepp beläget på internationellt vatten utanför Englands kust debuterar och blir Europas första heldags-popmusikstation.[1]

### Juli
- Juli – Dokumentäravdelningen på östtyska radion inleder sitt arbete.[2]
- 1 juli - I Sverige börjar Sveriges Radio P3 sända reguljärt efter två års sändningar på försök.[3]

## Radioprogram

### Sveriges Radio
- 1 december - Årets julkalender är En gård nära Tomteskogen i Vilhelmina.[4]

## Födda
- 10 februari – Glenn Beck, amerikansk radio- och TV-programledare.
- 29 maj – Björn Häger, svensk radioprogramledare.
- 13 juli – Hans Rosenfeldt, svensk radio- och TV-programledare.
- 18 juli – Wendy Williams, amerikansk radio- och TV-programledare.
- 28 juli – Bosse Löthén, svensk radioprogramledare.
- 31 oktober – Bernth Harnesk, svensk radioprogramledare.
- 18 december – Lotta Bromé, svensk radio- och TV-programledare.

### Fotnoter
1. ↑  Don't Get Mad, Get Even
2. ↑  Udo Zindel und Wolfgang Rein (Hrsg.): Das Radio-Feature. 2. Aufl. Konstanz: UVK, 2007. S. 59.
3. ↑  Radio- och ljudhistoria Sveriges Radio
4. ↑  ”1964, En gård nära Tomteskogen i Vilhelmina”. Sveriges Radio. http://sverigesradio.se/barn/julkalendrar/1964.stm. Läst 31 augusti 2015.